# NHL Winter Classic
NHL Winter Classic – tradycjne spotkania ligi NHL rozgrywane w okresie noworocznym na otwartych stadionach w ramach sezonu regularnego. Pierwszy mecz z cyklu NHL Winter Classic rozegrany został 1 stycznia 2008 roku pomiędzy drużynami Buffalo Sabres i Pittsburgh Penguins. W roku 2013 z powodu lokautu zawody nie odbyły się. Dotychczas wszystkie spotkania odbyły się na terenie Stanów Zjednoczonych. W meczach drużyny występują w strojach retro nawiązujących do lat poprzednich, specjalnie przygotowanych na tę okazję.

## Miejsca i wyniki spotkań
| 02.01.2023 Boston Fenway Park (39 243 widzów)                |                                                                                                  | Boston Bruins – Pittsburgh Penguins 2 : 1 (0:0, 0:1, 2:0)                                                              | Boston Bruins – Pittsburgh Penguins 2 : 1 (0:0, 0:1, 2:0)              |
| 02.01.2023 Boston Fenway Park (39 243 widzów)                | Strzelcy bramek                                                                                  | |                                                                        |
| 02.01.2023 Boston Fenway Park (39 243 widzów)                | 47:46 Jake DeBrusk 57:36 Jake DeBrusk                                                            | 28:40 Kasperi Kapanen                                                                                                  |                                                                        |
| 01.01.2020 Dallas Cotton Bowl Stadium (85 630 widzów)        |                                                                                                  | Dallas Stars – Nashville Predators 4 : 2 (0:2, 1:0, 3:0)                                                               | Dallas Stars – Nashville Predators 4 : 2 (0:2, 1:0, 3:0)               |
| 01.01.2020 Dallas Cotton Bowl Stadium (85 630 widzów)        | Strzelcy bramek                                                                                  | |                                                                        |
| 01.01.2020 Dallas Cotton Bowl Stadium (85 630 widzów)        | 38:52 Blake Comeau 40:58 Mattias Janmark (PPG) 45:06 Aleksandr Radułow (PPG) 46:35 Andrej Sekera | 05:46 Matt Duchene (PPG) 07:36 Dante Fabbro (PPG)                                                                      |                                                                        |
| 01.01.2019 Notre Dame Notre Dame Stadium (76 126 widzów)     |                                                                                                  | Chicago Blackhawks – Boston Bruins 2 : 4 (1:1, 1:1, 0:2)                                                               | Chicago Blackhawks – Boston Bruins 2 : 4 (1:1, 1:1, 0:2)               |
| 01.01.2019 Notre Dame Notre Dame Stadium (76 126 widzów)     | Strzelcy bramek                                                                                  | |                                                                        |
| 01.01.2019 Notre Dame Notre Dame Stadium (76 126 widzów)     | 08:30 Brendan Perlini 31:24 Dominik Kahun                                                        | 12:38 David Pastrňák (PPG) 38:48 Patrice Bergeron (PPG) 50:20 Sean Kuraly 59:27 Brad Marchand (EN)                     |                                                                        |
| 01.01.2018 Nowy Jork Citi Field (41 821 widzów)              |                                                                                                  | New York Rangers – Buffalo Sabres 3 : 2 (2:0, 0:1, 0:1 – 1:0)                                                          | New York Rangers – Buffalo Sabres 3 : 2 (2:0, 0:1, 0:1 – 1:0)          |
| 01.01.2018 Nowy Jork Citi Field (41 821 widzów)              | Strzelcy bramek                                                                                  | |                                                                        |
| 01.01.2018 Nowy Jork Citi Field (41 821 widzów)              | 04:09 Paul Carey 08:20 Michael Grabner 62:43 J.T. Miller                                         | 20:56 Sam Reinhart 40:27 Rasmus Ristolainen                                                                            |                                                                        |
| 02.01.2017 St. Louis Busch Stadium (46 556 widzów)           |                                                                                                  | St. Louis Blues – Chicago Blackhawks 4 : 1 (0:1, 1:0, 3:0)                                                             | St. Louis Blues – Chicago Blackhawks 4 : 1 (0:1, 1:0, 3:0)             |
| 02.01.2017 St. Louis Busch Stadium (46 556 widzów)           | Strzelcy bramek                                                                                  | |                                                                        |
| 02.01.2017 St. Louis Busch Stadium (46 556 widzów)           | 27:45 Patrik Berglund 52:05 Władimir Tarasienko 53:58 Władimir Tarasienko 58:46 Alexander Steen  | 01:02 Michal Kempný |                                                                        |
| 01.01.2016 Foxborough Gillette Stadium (67 246 widzów)       |                                                                                                  | Boston Bruins – Montreal Canadiens 1 : 5 (0:1, 0:2, 1:2)                                                               | Boston Bruins – Montreal Canadiens 1 : 5 (0:1, 0:2, 1:2)               |
| 01.01.2016 Foxborough Gillette Stadium (67 246 widzów)       | Strzelcy bramek                                                                                  | |                                                                        |
| 01.01.2016 Foxborough Gillette Stadium (67 246 widzów)       | 43:56 Matt Beleskey                                                                              | 01:14 David Desharnais 22:00 Paul Byron 37:20 Brendan Gallagher 48:49 Max Pacioretty 58:28 Paul Byron                  |                                                                        |
| 01.01.2015 Waszyngton Nationals Park (42 832 widzów)         |                                                                                                  | Washington Capitals – Chicago Blackhawks 3 : 2 (2:1, 0:1, 1:0)                                                         | Washington Capitals – Chicago Blackhawks 3 : 2 (2:1, 0:1, 1:0)         |
| 01.01.2015 Waszyngton Nationals Park (42 832 widzów)         | Strzelcy bramek                                                                                  | |                                                                        |
| 01.01.2015 Waszyngton Nationals Park (42 832 widzów)         | 07:01 Eric Fehr 11:58 Aleksandr Owieczkin 59:47 Troy Brouwer                                     | 13:36 Patrick Sharp 23:15 Brandon Saad                                                                                 |                                                                        |
| 01.01.2014 Ann Arbor Michigan Stadium (105 491 widzów)       |                                                                                                  | Detroit Red Wings – Toronto Maple Leafs 2 : 3 (0:0, 1:1, 1:1 – 0:0, k)                                                 | Detroit Red Wings – Toronto Maple Leafs 2 : 3 (0:0, 1:1, 1:1 – 0:0, k) |
| 01.01.2014 Ann Arbor Michigan Stadium (105 491 widzów)       | Strzelcy bramek                                                                                  | |                                                                        |
| 01.01.2014 Ann Arbor Michigan Stadium (105 491 widzów)       | 33:14 Daniel Alfredsson 54:28 Justin Abdelkader karne Pawieł Daciuk                              | 39:23 James van Riemsdyk 44:41 Tyler Bozak karne Joffrey Lupul Tyler Bozak                                             |                                                                        |
| 02.01.2012 Filadelfia Citizens Bank Park (46 967 widzów)     |                                                                                                  | Philadelphia Flyers – New York Rangers 2 : 3 (0:0, 2:1, 0:2)                                                           | Philadelphia Flyers – New York Rangers 2 : 3 (0:0, 2:1, 0:2)           |
| 02.01.2012 Filadelfia Citizens Bank Park (46 967 widzów)     | Strzelcy bramek                                                                                  | |                                                                        |
| 02.01.2012 Filadelfia Citizens Bank Park (46 967 widzów)     | 32:26 Brayden Schenn 34:21 Claude Giroux                                                         | 34:51 Michael Rupp 42:41 Michael Rupp 45:21 Brad Richards                                                              |                                                                        |
| 01.01.2011 Pittsburgh Heinz Field (68 111 widzów)            |                                                                                                  | Pittsburgh Penguins – Washington Capitals 1 : 3 (0:0, 1:2, 0:1)                                                        | Pittsburgh Penguins – Washington Capitals 1 : 3 (0:0, 1:2, 0:1)        |
| 01.01.2011 Pittsburgh Heinz Field (68 111 widzów)            | Strzelcy bramek                                                                                  | |                                                                        |
| 01.01.2011 Pittsburgh Heinz Field (68 111 widzów)            | 22:13 Jewgienij Małkin                                                                           | 26:24 Mike Knuble 34:45 Eric Fehr 51:59 Eric Fehr                                                                      |                                                                        |
| 01.01.2010 Boston Fenway Park (38 112 widzów)                |                                                                                                  | Boston Bruins – Philadelphia Flyers 2 : 1 (0:0, 0:1, 1:0 – 1:0)                                                        | Boston Bruins – Philadelphia Flyers 2 : 1 (0:0, 0:1, 1:0 – 1:0)        |
| 01.01.2010 Boston Fenway Park (38 112 widzów)                | Strzelcy bramek                                                                                  | |                                                                        |
| 01.01.2010 Boston Fenway Park (38 112 widzów)                | 57:42 Mark Recchi 61:57 Marco Sturm                                                              | 24:42 Danny Syvret |                                                                        |
| 01.01.2009 Chicago Wrigley Field (40 818 widzów)             |                                                                                                  | Chicago Blackhawks – Detroit Red Wings 4 : 6 (3:1, 0:3, 1:2)                                                           | Chicago Blackhawks – Detroit Red Wings 4 : 6 (3:1, 0:3, 1:2)           |
| 01.01.2009 Chicago Wrigley Field (40 818 widzów)             | Strzelcy bramek                                                                                  | |                                                                        |
| 01.01.2009 Chicago Wrigley Field (40 818 widzów)             | 03:24 Kris Versteeg 12:37 Martin Havlát 19:18 Ben Eager 59:50 Duncan Keith                       | 09:50 Mikael Samuelsson 21:14 Jiří Hudler 32:43 Jiří Hudler 37:17 Pawieł Daciuk 43:07 Brian Rafalski 43:24 Brett Lebda |                                                                        |
| 01.01.2008 Orchard Park Ralph Wilson Stadium (71 217 widzów) |                                                                                                  | Buffalo Sabres – Pittsburgh Penguins 1 : 2 (0:1, 1:0, 0:0 – 0:0, k)                                                    | Buffalo Sabres – Pittsburgh Penguins 1 : 2 (0:1, 1:0, 0:0 – 0:0, k)    |
| 01.01.2008 Orchard Park Ralph Wilson Stadium (71 217 widzów) | Strzelcy bramek                                                                                  | |                                                                        |
| 01.01.2008 Orchard Park Ralph Wilson Stadium (71 217 widzów) | 21:25 Brian Campbell karne Aleš Kotalík                                                          | 00:21 Colby Armstrong karne Kris Letang Sidney Crosby                                                                  |                                                                        |